# دوكوس
دوكوس (Δοκός) هي جزيرة ضمن وتقع قرب جزيرة هيدرا في اليونان.